# Mesing Kirke
Mesing Kirke er en middelalderlig bygning i den nordlige ende af landsbyen Mesing nord for Skanderborg. Den er sognekirke i Mesing Sogn.

## Bygningshistorie
Mesing Kirke blev bygget som langt de fleste danske landsbykirker under den romanske periode, ca. år 1200. Oprindelige bygningsdele er koret og skibet. Byggematerialet er især tilhuggede granitkvadre, men nogle steder er der også anvendt kampesten og frådsten.
Ved middelalderens slutning tilføjedes våbenhuset og tårnet. Sidstnævnte er ikke mindst interessant, da det er såkaldt styltetårn, som især er karakteristisk for en række kirker i Århus Stift. Tårnets vestside har således en åben arkade.
Kirken fremstår hvidkalket på syd- og vestsiderne, mens nord- og østsiderne står i de rå sten.
På våbenhusets gavl ses et solur fra 1756.
Kirkegårdsportalen er opført 1930 og et ligkapellet i moderne byggestil er fra 1967.

## Kirkens indre
I det indre blev der i den gotiske tid indbygget hvælvinger. Den oprindelige syddør, nu dør mellem våbenhus og skib, har som overligger en tympanon af rødbrun granit, hvori der er udhugget et træ i midten. Dette flankeres af to dyr.
Af inventaret er kun den romanske døbefont med løvefigurer oprindelig fra 1200-tallet. Prædikestolen er af egetræ og har indskåret årstallet 1613. Den fremstår uden farver og ved restaureringen i 1984 afrensedes flere lag fernis. Den er smukt udskåret, opdelt i fire felter, der adskilles af fritstående søjler.
Altertavlen er fra ca. 1590 og er af katekismustype og med baldakin. I midterfeltet ses et maleri af Kristus på korset.